# Brody (rejon kowelski)
Brody (ukr. Броди) − wieś na Ukrainie w rejonie kowelskim obwodu wołyńskiego. Wieś w obecnym kształcie istnieje od okresu II wojny światowej, kiedy to z pobliskich niewielkich wsi Brody, Peretyka, Seniszcze i Zamosze (Zamoszcze, Zamoście) oraz chutorów Kliny i Lut (Luć) utworzono jedną, dużą wieś Brody. W II Rzeczypospolitej wszystkie wspomniane miejscowości wchodziły w skład gminy wiejskiej Górniki w powiecie kowelskim województwa wołyńskiego. W pobliżu wsi leży kilka niewielkich jezior (Czyste, Mszyno, Radoże, Tisobol). Ponadto przed wojną, w niewielkiej odległości na wschód od wsi znajdowały się chutory Cyganki i Łahoże, które dziś są traktowane jako dalsza część Brodów.
W czasie okupacji niemieckiej mieszkająca tutaj ukraińska rodzina Matwijuków ukrywała 7-osobową żydowską rodzinę Kamineckich, za co w 1996 roku Instytut Jad Waszem uhonorował tytułami Sprawiedliwych wśród Narodów Świata Wakułę i Hannę Matwijuków i ich syna Ławrentija.
Do 2020 w rejonie ratnieńskim.